# Lincosamide

Struktur des Lincosamids Clindamycin

Lincosamide sind eine Gruppe von Antibiotika. Sie können aufgrund ihrer chemischen Struktur als Acylaminopyranoside bezeichnet werden; dies bedeutet, dass sie sich von Monosacchariden mit einer Sechsringstruktur, den Pyranosen, ableiten. Zu den Lincosamiden gehören Clindamycin und Lincomycin.
Lincosamide haben eine bakteriostatische Wirkung, hemmen also das Wachstum von Bakterien. Durch Bindung an die 50-S-Untereinheit der Ribosomen verursachen sie eine Hemmung der Proteinsynthese der Bakterien. Aufgrund der ähnlichen Wirkungsweise wie Makrolide kann es zu Kreuzresistenzen kommen.
Sie werden häufig in der Traumatologie und Orthopädie bei Knocheninfektionen eingesetzt, da sie sehr gut in Weichteilgewebe und Knochen penetrieren.